# Liste der Bischöfe von Lamego
Die folgenden Personen waren Bischöfe von Lamego (Portugal):
- Sardinario (572)
- Philipp (589)
- Profuturo (633, 638)
- Vitarico (646)
- Filimiro (653)
- Teodisculo, Teodisclo (666)
- Gundulfo (681, 683)
- Fiôncio (688, 693)
- Branderico (881, 886)
- Argimiro (893)
- Ornato I. (916, 920)
- Pantaleão (922, 935)
- Ornato II. (944, 951, 955)
- Jakob, Tiago (969, 974, 981)
- Pedro I. (1071)
- Mendo (1147–1173)
- Godinho Afonso (1174–1189)
- João I. (1190–1196)
- Pedro II. Mendes (1196–1209)
- Paio Furtado (1211–1246)
- Martinho (1247–1248)
- Egas Pais (1248–1257)
- Pedro III. Anes (1257–1270)
- Domingos Pais (1271–1274)
- Gonçalo (1275–1282)
- João II. (1285–1296)
- Vasco Martins de Alvelos (1297–1302)
- Afonso das Astúrias (1302–1307)
- Diogo (1309–1310)
- Rodrigo I. de Oliveira (1312–1330)
- Salvado Martins (1331–1349)
- Durando, Durão (1350–1362)
- Lourenço (1363–1393)
- Gonçalo II. Gonçalves (1393–1419)
- Álvaro de Abreu (1419–1421)
- Garcia de Menezes (1421–1426)
- Luís I. do Amaral (1426–1431)
- João III. Vicente (1432–1446)
- Gonçalo III. Anes (1446–1448)
- João IV. da Costa (1448–?)
- Gomes I. de Abreu (?–1464)
- Rodrigo II. de Noronha (1464–1477)
- Pedro IV. Martins (1477–1479)
- Gomes II. de Miranda (1479–1492)
- Fernando I. Coutinho (1492–1502)
- João V. Camelo de Madureira (1502–1513)
- Fernando II. de Menezes Coutinho e Vasconcelos (1513–1540)
- Agostinho I. Ribeiro (1540–1549)
- Manuel I. de Noronha (1551–1564)
- Manuel II. de Menezes (1570–1575)
- Simão de Sá Pereira (1575–1579)
- António I. Teles de Menezes (1579–1598)
- Martins Afonso de Melo (1599–1613)
- Martim Afonso Mexia de Tovar (1615–1619)
- João VI. de Lencastre (1622–1626)
- João VII. Coutinho (1627–1635)
- Miguel de Portugal (1636–1643)
- Luís II. de Sousa (1670–1677)
- Luís III. da Silva (1677–1685)
- José I. de Menezes (1685–1692)
- António Vasconcelos e Sousa (1692–1705)
- Tomás de Almeida (1706–1709) (auch Patriarch von Lissabon)
- Nuno Álvares Pereira de Melo (1710–1733)
- Manuel III. Coutinho (1741–1742)
- Feliciano de Nossa Senhora (1742–1741)
- Nicolau Joaquim Torel da Cunha Manuel (1771–1772)
- Manuel IV. de Vasconcelos Pereira (1773–1786)
- João VIII. António Binet Pincio (1786–1821)
- José II. de Jesus Maria Pinto (1821–1826)
- José III. da Assunção (1833–1841)
- José IV. de Moura Coutinho (1844–1861)
- António III. da Trindade de Vasconcelos Pereira de Melo (1862–1895)
- António IV. Tomás da Silva Leitão e Castro (1895–1901)
- Francisco José Ribeiro de Vieira e Brito (1901–1922)
- Agostinho II. de Jesus e Sousa (1922–1942)
- Ernesto Sena de Oliveira (1944–1948) (auch Bischof von Coimbra)
- João IX. da Silva Campos Neves (1948–1971)
- António V. de Castro Xavier Monteiro (1972–1995)
- Américo do Couto Oliveira (1995–1998)
- Jacinto Tomás de Carvalho Botelho (2000–2011)
- António José da Rocha Couto SMP (seit 2011)